# Petersberg (Saksonia-Anhalt)
Petersberg – gmina samodzielna w Niemczech, w kraju związkowym Saksonia-Anhalt, w powiecie Saale.
Do 30 czerwca 2007 gmina samodzielna należała do powiatu Saal.

## Geografia
Dzielnica leży ok. 10 km na północ od Halle (Saale).
1 stycznia 2010 Petersberg powiększył swoje terytorium o Brachstedt, Götschetal, Krosigk, Kütten, Morl i Ostrau, do tego dnia istniała także wspólnota administracyjna Götschetal-Petersberg.
Na terenie gminy znajduje się pochodzący z XII w. klasztor Petersberg.